# 青海神社 (加茂市)
青海神社（あおみじんじゃ）は、新潟県加茂市の神社。周辺一帯は加茂山公園となっている。

## 歴史
726年（神亀3年）に創建された。当地青海郷を開拓した青海首らが、祖先神である椎根津彦命を始めとする諸神を祀る神社を創建したのが当社の起源である。
当社の拝殿と社務所の間に鶯張りの廊下がある。これは1757年（宝暦7年）に当時の新発田藩藩主溝口直温によって建てられたものである。

## 文化財
- 青海神社境内経塚出土品（新潟県指定文化財 昭和37年3月29日指定）[3]
- 青海神社社殿（加茂市指定文化財 昭和50年1月12日指定）[4]
- 古川家文書（加茂市指定文化財 昭和50年1月12日指定）[5]
- 勅使手植の欅跡（加茂市指定史跡 昭和50年1月12日指定）[6]
- 翁杉（加茂市指定天然記念物 昭和50年1月12日指定）[7]

## 交通アクセス
- 加茂駅より徒歩8分。